# Epimachus
Epimachus är ett litet fågelsläkte i familjen paradisfåglar inom ordningen tättingar. Släktet omfattar endast två arter som förekommer på Nya Guinea:
- Svart bågnäbbsparadisfågel (E. fastosus)
- Brun bågnäbbsparadisfågel (E. meyeri)